# Сикс, Дидье
Дидье́ Сикс (фр. Didier Six, тур. Dündar Siz; 21 августа 1954, Лилль) — французский футболист, выступавший за сборную Франции на позициях левого полузащитника и нападающего.

## Карьера

### Клубная
Дидье Сикс начал профессиональную карьеру в клубе «Валансьен». Сикс играл в команде 5 лет, наивысшим достижением «Валансьена» в этот период стало 12-е место в сезоне 1975/76 Лиги 1, а Сикс стал с 10 мячами лучшим бомбардиром команды. Клубные успехи обходили Сикса стороной: в сезоне 1977/78 он выступал за «Ланс», которому не удалось удержаться в Лиге 1, в сезоне 1979/80 то же случилось и с марсельским «Олимпиком». Перейдя в 1980 году в бельгийский клуб «Серкль Брюгге», Дидье Сикс стал одним из первых французских футболистов своего поколения, уехавших играть за рубеж. Впрочем, в Бельгии Сикс не задержался и отыграл вторую половину сезона 1980/81 в «Страсбуре», а позже выступал за западногерманский «Штутгарт».
Будучи игроком «Галатасарая», в 1988 году Дидье Сикс (выступал в Турции под именем Дюндар Сиз) наконец-то выиграл чемпионский титул, а также получил турецкое гражданство. Заканчивал карьеру Сикс в «Лейпциге», уже в объединённой Германии.

### В сборной
Мишель Идальго, только что назначенный главным тренером сборной Франции, вызвал Дидье Сикса на товарищеский матч против Чехословакии 27 марта 1976 года. Сикс вышел на замену на 81-й минуте. Помимо тренера Идальго и Сикса, этот матч стал дебютным ещё для двух игроков, в будущем ставших лидерами французской сборной: Мишеля Платини и Максима Босси. Дидье Сикс довольно быстро стал основным игроком сборной, составив мощное атакующее трио с Бернаром Лякомбом и Домиником Рошто. Именно взаимодействие Сикса и Лякомба позволило сборной Франции открыть счёт в первом матче чемпионата мира-1978 против итальянцев: уже на первой минуте Сикс прошёл по левому флангу и сделал в штрафную площадь навесную передачу, которую Бернар Лякомб замкнул ударом головой, этот гол до сих пор остаётся одним из самых быстрых в финальных турнирах чемпионатов мира. Тот матч завершился поражением сборной Франции, в результате она не смогла выйти из группы.
Несмотря на переход французской сборной со схемы 4-3-3 на 4-4-2, Сикс остался основным футболистом команды. Его голы в ворота сборных Кипра, Нидерландов и Бельгии в отборочных матчах помогли французам пробиться на ЧМ-82. В финальном турнире Дидье Сикс не всегда выходил на поле в стартовом составе, забил 2 мяча в 5 матчах, но в полуфинальной серии пенальти не сумел переиграть вратаря сборной ФРГ Тони Шумахера.
На чемпионате Европы-1984 Дидье Сикс сыграл 3 матча и стал чемпионом Европы, после чего завершил выступления за сборную Франции. Всего в футболке «трёхцветных» Сикс провёл 52 матча, в которых забил 13 мячей.

### Тренерская
В сезоне 1986/87, за несколько лет до окончания игровой карьеры, некоторое время был играющим главным тренером «Страсбура».
В ноябре 2011 года Сикс был назначен главным тренером сборной Того на два отборочных матча против Гвинеи-Бисау. Встречи завершились в пользу тоголезской команды, и в начале 2012 года контракт с Сиксом был продлён на два года. В июне 2013 года подал в отставку после того, как сборная потеряла шансы пробиться на мировое первенство.

## Достижения
- Чемпион Европы: 1984
- Четвёртый призёр чемпионата мира: 1982
- Победитель французского Дивизиона 2: 1974/75
- Чемпион Турции: 1987/88
- Обладатель Кубка Президента Турции: 1988